# یوگینیا استارتزوا
یوگینیا استارتزوا (به انگلیسی: Yevgeniya Startseva) (زاده ۱۲ فوریه ۱۹۸۹) بازیکن تیم ملی والیبال زنان روسیه است.